# Comtat de Périgord
El comtat de Périgord fou una jurisdicció feudal d'Aquitània centrada a la població de Perigús.

Armes des comtes de Périgord

## Llista de comtes
- 778-? Wildbad

### Guillèmides
- 845-866 : Emenó (+866), també comte d'Angulema i abans comte de Poitiers o Poitou.[1]

### Casa dels Tallaferro
- 866-886: Vulgrí I (+886), comte d'Angulema i d'Agen, tutor dels fills d'Emenó.
- 886-920: Guillem I (+920), fill, comte d'Angulema
- 920-942/946 Bernat I (+ després de 942), comte d'Angulema, fill
- 942/946-962 Arnald I Voratio (+962), comte d'Angulema, fill
- 962 Guillem II (+962), germà
- 962-975 Raül o Ramnulf I (+975), germà
- 975 Ricard I (+975), germà

### Casa de Charroux, després coneguda com a casa de Talleyrand
- 975-97? : Bosó I el Vell (+ vers 991), comte de Périgord i de la Marca, gendre de Guillem I.
- 97?-vers 979: Elis I o Heli I (vers 919-vers 979), comte de Périgord, fill.
- vers 979-vers 995: Adalbert I (vers 924-vers 995), germà, comte de Périgord i comte de l'Alta Marca.
- vers 995-1010: Bosó II (+1010), germà, comte de Périgord i comte de la Baixa Marca fins al 1006, quan va morir el seu germà.
- 1010-1031: Elies II o Heli II (vers 996-1031), comte de Périgord, fill.
- 1031-1072: Adalbert II Cadoirac (vers 1020-1072), fill.
- 1072-1104: Elies III o Heli III (vers 1055-1104), comte de Périgord, fill.
- 1104-1115: Guillem III (vers 1080-1115), fill
- 1115-1155: Elies IV Rudel o Heli IV (vers 1083-1155), comte de Périgord, germà
- 1155-1166: Bosó III (vers 1106-1166), comte de Périgord, germà.
- 1166-1205: Elies V Talleyrand (vers 1136-1205), comte de Périgord, fill
- 1205-1212: Arquimbald I (+1212), comte de Périgord, fill
- 1212-1239: Arquimbalds II (vers 1164-1243), comte de Périgord, va abdicar, germà
- 1239-1251: Elies VI o Heli VI (+1251), comte de Périgord, fill.
- 1251-1295: Arquimbald III (vers 1237-1295), comte de Périgord, fill.
- 1295-1311: Elies VII o Heli VII (vers 1261-1311), comte de Périgord, fill.
- 1311-1336: Arquimbald IV (+1336), comte de Périgord, fill.
- 1336-1368: Roger Bernat (vers 1299-1368), comte de Périgord, germà.
- 1361-1398: Arquimbald V el Vell (vers 1339-1399), comte de Périgord, fill, destituït el 1395.
- 1398-1399: Arquimbald VI el Jove (+1430), comte de Périgord, destituït ln 1399, fill.

El 1398/1399 el rei de França va desposseir al darrer comte de les seves terres i al cap d'un any (1400) fou donat en feu amb rang de pairia al duc rang de pairie, au duc Lluís I d'Orleans.

### Casa d'OrleansS
- 1400-1407: Lluís d'Orleans
- 1407-1437: Carles d'Orleans, fill. Ven el comtat de Périgord a Joan de Châtillon.

### Casa de Châtillon
- 1437-1452 : Joan I (+1452), comte de Penthièvre i vescomte de Llemotges
- 1452-1453 : Guillem IV (1400-1453), germà, vescomte de Llemotges
- 1453-1481 : Francesca (+1481), vescomtessa de Llemotges, filla

### Casa d'Albret
- 1481-1516: Joan III d'Albret (1469-1516), igualment rei de Navarra, fill de Francesc de Châtillon
- 1516-1555: Enric II d'Albret (1503-1555), igualment rei de Navarra, fill
- 1555-1572: Joana III d'Albret (1528-1572), igualment reina de Navarra, filla

### Casa de Borbó
- 1572-1584 Enric de Borbó (1553-1610), rei Enric III de Navarre, fill de Joana d'Albret. El 1589 fou el rei Enric IV de França
- 1584-1604 Caterina de Borbó (1558-1604), germana, darrera comtessa de Périgord.

### Casa de Grignols
Daniel de Grignols portà els títols de marquès de Tayllerand, comte de Grignols i comte de Mauriac (1737-1745) i el va succeir el seu fill Gabriel Maria, que va heretar la major part dels títols paterns i a més el de comte de Perigord (després ducat); es va casar amb Maria Francesca, princesa de Chalais i marquesa d'Euxidel que reunia els dominis de les altres dues branques dels Grignols (a més d'alguns adquirits després de la formació de les branques el 1613). El comtat de Périgord fou elevat a ducat pairia el 1818.